# Rolmodel
Een rolmodel is een persoon of een type persoon of persoonlijkheid die een voorbeeldfunctie vervult voor een bepaalde groep mensen. Hierbij kan men denken aan een bepaalde acteur, heerser, kunstenaar, politicus, verzetsheld, goeroe enz. 'Rolmodel' is synoniem met 'voorbeeld', maar 'rolmodel' is te prefereren, omdat dat minder dubbelzinnig is. 

## Betekenissen

### Andere talen
De term role model werd ingevoerd door  socioloog Robert K. Merton. Het woord "rolmodel" is een anglicisme en is de Nederlandse taal in de 1970s binnengeslopen als letterlijke vertaling van het Engelse role model. Tegelijkertijd wordt in het Nederlands nog steeds het woord "voorbeeld" gebruikt. In het Duits is dit het woord Vorbild (in tegenstelling tot het Duitse Beispiel, wat een illustratie bij algemeen verhaal is). 

### Een voorbeeld geven
'Voorbeeld' gebruiken we in het dagelijks spraakgebruik op meerdere manieren.  Wanneer we een aap als voorbeeld geven bij een bespreking over zoogdieren, dan wordt die aap gebruikt om tot een beter begrip van zoogdieren te komen. De aap is de concrete voorstelling van zoiets algemeens als een zoogdier. Dit wordt niet bedoeld met 'rolmodel'.

### Een toonbeeld zijn van
Tegelijkertijd gebruiken we ‘voorbeeld’ ook op een andere manier, bijvoorbeeld in de betekenis van ‘toonbeeld’, zoals in de zin ‘hij is een voorbeeld van verdraagzaamheid’. Deze betekenis onderscheidt zich van de eerste, omdat we van een aap bijvoorbeeld niet zeggen dat deze een toonbeeld is van zoogdier-zijn. Een aap is net zoveel zoogdier als andere zoogdieren. Van een verdraagzaam persoon kunnen we daarentegen zeggen dat hij de verdraagzaamheid bij uitstek belichaamt. 

### Nagevolgd worden
Een derde betekenis van ‘voorbeeld’ sluit nauw bij de tweede betekenis aan: juist omdat een voorbeeld een bepaalde eigenschap of kwaliteit bij uitstek vertegenwoordigt, wordt het nagevolgd. Een kunstenaar die graag impressionistisch wil schilderen, zal een ‘typisch impressionistisch’ schilderij, zoals Impression, soleil levant van Claude Monet als voorbeeld nemen. En iemand die een goed christen probeert te worden, zal Jezus navolgen. Jezus belichaamt voor zo'n persoon niet alleen het christelijk geloof, maar zijn handelingen worden ook als richtsnoer voor het eigen handelen genomen. ‘Discipel’ is niet voor niets een synoniem voor ‘volgeling’ of ‘navolger’.

### Media-sterren als rolmodel
Het groeiende bereik van de media betekende grote bekendheid voor bepaalde beroemdheden uit de populaire cultuur. De grote beroemdheid was reden voor nog meer media-aandacht. Men ging deze beroemdheden anders zien en waarderen dankzij de voortdurende aandacht van de media. Jongeren kozen steeds vaker sporthelden en popsterren als rolmodel. Velen wilden gewoon net zo bekend en beroemd worden als deze media-sterren.  